# 罗伯特·富克斯
罗伯特·富克斯（德語：Robert Fuchs，1847年2月15日—1927年2月19日），奥地利音乐教育家，作曲家。

## 生平
在维也纳音乐学院学习，后留校任教。其学生中有众多著名作曲家。其作品为浪漫主义风格，受勃拉姆斯影响较大。
罗伯特·富克斯之兄约翰·尼波默克·富克斯也是作曲家。